# G.168
G.168 — это рекомендации Международного союза электросвязи, описывающие подавление эха в цифровых телекоммуникационных сетях.

## Общие положения
Эхо имеет критическое значение для качества голосовых соединений в телекоммуникационных сетях. Нежелательный эффект эха возникает из комбинации соединений компонентов сети, типа конвертеров с двухжильных линий на 4-хжильные, связан он также с особенностями цифровой обработки и задержками передачи сигнала. Эхо может вызвать затруднения для пользователей в разговоре по телефонным линиям. Это также затрагивает передачу всех речевых данных, факсимильных сообщений. Цифровые компенсаторы эха сети разработаны, чтобы устранить эхо для пользователя и осуществлять успешную передачу речевых данных и факса. Рекомендация G.168 ITU-T описывает особенности эхокомпенсации, включая требования для отключения тонов (КПВ) из канала передачи, использование их только в каналах сигнализации, и других механизмов контроля. G.168 также описывает количество и методы лабораторных испытаний, которые должны быть выполнены для эхокомпенсатора, чтобы оценить его эффективность, прежде чем включать его в работу в сети.

## Разработка и принятие
Рекомендации G.168 были приняты 13 января 2007 16-й группой разработки ITU-T (2005—2008) согласно процедуре выработки рекомендаций A.8 ITU-T.